# Zosterornis latistriatus
Zosterornis latistriatus là một loài chim trong họ Zosteropidae.